# Anidorus nigrinus
Anidorus nigrinus, auch als Gemeiner Baummulmkäfer bekannt, ist ein Käfer aus der Familie der Baummulmkäfer (Aderidae). In Mitteleuropa ist Anidorus nigrinus die häufigste von insgesamt neun dort vorkommenden Arten der Familie.

## Merkmale
Die schlanken schwarzen oder bräunlich-schwarzen Käfer besitzen eine Körperlänge von 1,6–2,5 mm. Die Basis der Fühler, die Taster sowie die vorderen und mittleren Beine sind bräunlich-gelb gefärbt. Die Femora sind verdunkelt. Die hinteren Femora sowie die hinteren Tibien mit Ausnahme deren Basis sind beim Männchen schwarz. Bei den Weibchen sind lediglich die Femora der Hinterbeine schwarz. Die hinteren Femora beider Geschlechter sind kräftiger als die vorderen beiden. Der Halsschild ist rundlich geformt. Die Flügeldecken der Männchen sind schlanker als die der Weibchen. Das dritte Fühlerglied der Männchen ist breit und parallel. Es ist doppelt so lang wie das vierte.

## Verbreitung
Anidorus nigrinus ist in der westlichen Paläarktis heimisch. Das Vorkommen der Art nimmt von Mitteleuropa ausgehend nach Süden und nach Norden ab. Auf den Britischen Inseln fehlt die Art.

## Lebensweise
Man beobachtet die Käfer zwischen Mitte Mai und Ende Juli. Ihren typischen Lebensraum bilden Lichtungen und Ränder von Nadelwäldern mit Fichten- oder Kiefernbestand. Die Larven entwickeln sich in morschem Holz.

## Taxonomie
In der Literatur finden sich folgende Synonyme:
- Aderus nigrinus (Germar, 1842)
- Hylophilus nigrinus (Germar, 1842)
- Xylophilus nigrinus Germar, 1842
- Euglenes nadeshdae A. Semenow, 1899
- Xylophilus patricius Abeille de Perrin, 1872